# Towarzystwo Przyjaciół Żołnierza

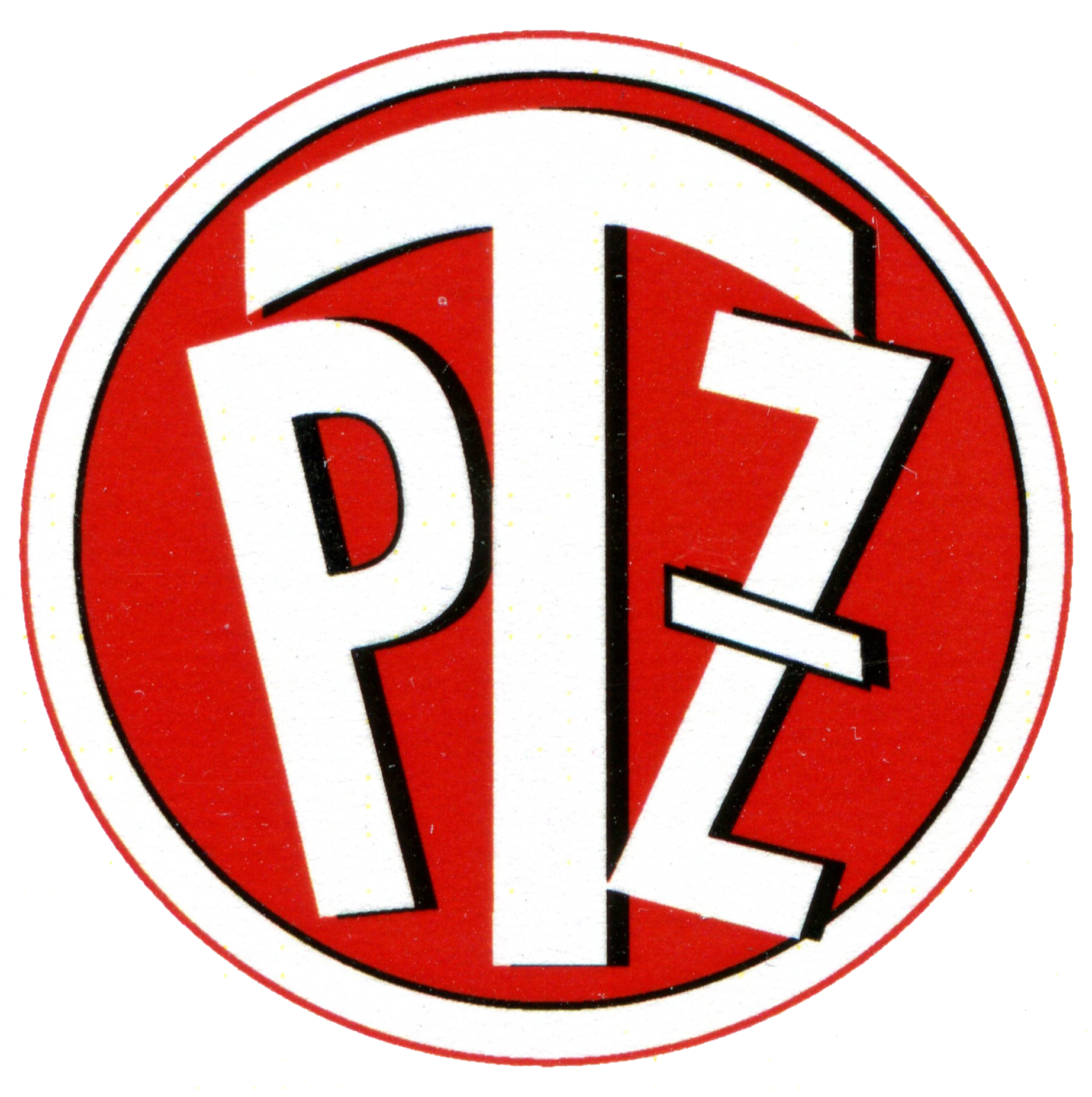
Logo Towarzystwa Przyjaciół Żołnierza

Towarzystwo Przyjaciół Żołnierza – stowarzyszenie powstałe 21 sierpnia 1944 roku, w okresie Polski Ludowej jako organizacja paramilitarna. Rozporządzeniem Rady Ministrów (Dz.U. 1947 nr 2 poz. 6) z dnia 28 listopada 1946 roku uznane zostało za stowarzyszenie wyższej użyteczności, przejmując mienie Polskiego Białego Krzyża, który rozwiązano tym samym rozporządzeniem.
Organizacja społeczna działająca w państwowym systemie obrony cywilnej kraju w celu upowszechniania idei obronności kraju przez akcje szkoleniowe i wychowawcze. W roku 1950 przekształcona została w Ligę Przyjaciół Żołnierza.